# Karim Mané
Abdou Karim Mané, né le 16 mai 2000 à Dakar au Sénégal, est un joueur de basket-ball sénégalo-canadien évoluant aux postes de meneur dans la NBA.

## Biographie

### Carrière en club
Le 23 novembre 2020, il signe un contrat two-way en faveur du Magic d'Orlando devenant ainsi le premier joueur de la province de Québec à aller directement à la NBA. Le 6 janvier 2021, Karim marqua ses deux premiers points avec les Magic d'Orlando dans une victoire de 105-94 contre les Cleveland Cavaliers. Durant sa première année, il a fait partie d’une équipe championne comme partant, pour le Magic de Lakeland dans la G League. Le 13 avril 2021, il se fait libérer par son club et devient un agent libre. Après avoir fait un passage dans l'équipe d'Hustle de Memphis, Karim Mané rejoint le Swarm de Greensboro en février 2022. Il poursuit sa progression le Blue Coats du Delaware avant de rejoindre l'équipe de basket-ball de Bulgarie de BC Shumen en 2024. Karim Mané quitte la Bulgarie s'engage en septembre 2024 avec le club ivoirien d'ABC Fighters pour les éliminatoires du Basketball Africa League. En avril 2025, il retourne au Canada et signe avec le Surge de Calgary.

### Carrière en équipe nationale
Né en 2000 à Dakar, Karim Mané a quitté le Sénégal à l’âge de 7 ans pour s’établir au Canada avec sa famille. En juin 2024, il recouvre sa nationalité sportive sénégalaise et choisit de défendre les couleurs de l'équipe nationale du Sénégal de basket-ball.